# Dressler Keresztély
Dressler Keresztély, Christian Dressler (Pozsony, 1741 – 1803 után) evangélikus lelkész.

## Élete
Iskoláit szülővárosában végezte, felpéci magánosságából 1776. április 10.-én Kötésre hivatott prédikáló tanítónak; 1782. szeptember 11.-én felszenteltetett Modorban és Karintiába ment lelkésznek; innét 1790. szeptember 29.-én Csávára jött vissza; 1803-ban öregsége miatt letette hivatalát és Sopronba vonult nyugalomba.

## Munkái
Historia rerum Hungariae, bene latino sermone composita emissaque. Pars prior. Sopronii, 1792.